# Kereï Khan
Kereï Khan  (kazakh : Керей хан) (1425-1473) est un khan kazakh, qui fonda le khanat kazakh avec son frère Janibek Khan et le dirigea de 1465 à 1473. Il est l'un des héros emblématiques du Kazakhstan.

## Biographie
Dans la seconde moitié des années 1450, une partie du peuple nomade de Coumanie, dirigée par les sultans Janibek et Kereï, se sépare du peuple chaïbanide d'Abu-l-Khayr et migre au Mogholistan, s'installant le long du Tchou et du Kozy-Bachi. Le khan du Mogholistan fait alliance avec eux, comptant sur leur soutien pour lutter contre ses ennemis. Environ 200 000 nomades, touchés par des guerres féodales sans fin, se réunissent ainsi autour de Janibek et de Kereï, leur conférant un pouvoir certain, au point qu'Abu-l-Khayr envisage en 1468 une expédition guerrière au Mogholistan — expédition qu'il ne pourra mener à bien avant sa mort la même année. La sécession des Kazakhs Janibek et Kereï a été une étape importante dans la formation du khanat kazakh. 
Abu-l-Khayr meurt en 1468, léguant le pouvoir à son fils Chaïkh-Khaïdar. Tous les adversaires d'Abu-l-Khayr s'unissent et mènent une lutte active, si bien que le règne de Chaïkh-Khaïdar est de courte durée. Après l'assassinat de ce dernier, Kereï reçoit du khan sibir Ibak autorité sur la Coumanie orientale, et confère à son frère Janibek la direction de la partie occidentale. Janibek établit son quartier général à Saraïtchik, située dans le cours inférieur de l'Oural, c'est-à-dire au centre du Manghit nomade. À cette époque, le peuple du khanat kazakh connaît un accroissement corrélé à celui de son territoire : leur nombre atteint près de 200 000 personnes.
C'est au cours de ces migrations que le peuple kazakh se constitue. À la fin du XVe siècle, le terme қазақ (« kazakh ») relève du champ politique, désignant les fiefs féodaux de Janibek et de Kereï, mais au début du XVIe siècle, après la migration sur le territoire du Kazakhstan actuel, il acquiert une connotation ethnique.
Il n'existe pas de consensus au sujet de la migration de Kereï et Janibek et de la naissance du Khanat kazakh. Un certain nombre d'auteurs ont ainsi écrit que l'émergence du khanat kazakh a eu lieu à la charnière des XVe siècle et XVIe siècle, et que la sécession de Kereï et Janibek n'a été qu'une étape dans sa formation.

## Monument
Le 1er juillet 2010 à Astana, à côté du musée du premier président du Kazakhstan et en la présence de Noursoultan Nazarbaïev, est inauguré un monument à la mémoire des khans Kereï et Janibek réalisé par la sculptrice Renata Abenova. La hauteur du monument est de 12 m, et son poids de 16,2 t.